# Pawcatuck
Pawcatuck – jednostka osadnicza w Stanach Zjednoczonych, w stanie Connecticut, w hrabstwie New London.